# ランディー・バーンズ
ランディー・バーンズ（Randy Barnes, 1966年6月16日 - ）はアメリカの砲丸投選手。1988年ソウルオリンピックで銀メダル、1996年アトランタオリンピックで金メダルを獲得した。ドーピングで国際陸上競技連盟から出場停止処分を受けたことでも有名。
ウェストバージニア州チャールストンに生まれ、高校で砲丸投を始めた。1985年には5.4kg砲丸で20.36mという目覚ましい記録を示した。チャールストン郊外のセイント・アルバンス高校を卒業後、テキサスA&M大学に入学し、7.27kgのフルサイズ砲丸でランディ・マットソンが持っていた大学記録を破る21.88mを投げた。
22歳で1988年ソウルオリンピックに出場し、22.39mで銀メダルを獲得した。これは東ドイツのウルフ・ティンマーマンの22.47mに次ぐ記録だった。1989年1月20日、ロサンゼルスで開催されたサンキスト・インビテーションにおいて、22.66mの室内世界新記録を出した。この記録は、この時点における自身の屋外での自己新記録をも超えるものだった。
1990年5月20日、ウルフ・ティンマーマンの持っていた屋外世界記録を23.12mで破った。同年8月7日、スウェーデン・マルメで筋肉増強剤メチルテストステロンの検査で陽性となり、27ヶ月間の競技参加の停止処分を受けた。停止処分撤回を求めて提訴したが、敗訴。この参加停止処分により1992年バルセロナオリンピックへは出場できなかった。
1996年アトランタオリンピックでは最終投擲で21.62mを投げ、8年前に逃した金メダルを獲得した。1998年、マーク・マグワイアが使用したことで知られる市販の補助薬・筋肉増強剤アンドロステンジオンで陽性反応を示し、競技資格を剥奪された。バーンズはアンドロステンジオンが禁止薬であることを知らなかったと主張したものの、終身の停止処分は覆らなかった。
2021年6月18日、ライアン・クルーザーによってバーンズの作った屋外世界記録は31年ぶりに破られた。

## 記録
- 砲丸投（屋外）　23m12　（1990年5月20日、当時世界記録）
- 砲丸投（室内）　22m66　（1989年1月20日、当時世界記録）